# Měšek Bytomský
Měšek Bytomský, polsky Mieszko bytomski (nitrzański, weszpremski) (cca 1300? – po 9. srpnu 1344, Veszprém) byl biskup nitranský a veszprémský z rodu slezských Piastovců.

## Činnost
Měšek byl nejmladším z pěti synů bytomského knížete Kazimíra a jeho choti Heleny z blíže neznámého rodu.
Roku 1306 byla jeho sestra Marie provdána za uherského krále Karla Roberta, což zřejmě usnadnilo jejím bratrům cestu na uherský dvůr, kam na Mariinu výzvu přišli roku 1315. V Uhrách se Měšek přidružil k Řádu německých rytířů, kde setrval pouhé tři roky. Roku 1318 na výslovný příkaz papeže řád opustil.
Králova přízeň přetrvala i po smrti Marie Bytomské. V letech 1328–1334 zastával Měšek funkci biskupa nitranského a od roku 1334 až do své smrti biskupa veszprémského. Zároveň byl kancléřem uherské královny Alžběty.